# Кортні Торн-Сміт
Кортні Торн-Сміт (англ. Courtney Thorne-Smith; нар. 8 листопада 1967) — американська телевізійна акторка. Найбільш відома ролями: Елісон Паркер у «Район Мелроуз», Джорджія Томас — «Еллі Макбіл», Шеріл — «Як сказав Джим», Ліндсі Мак-Елрой — «Два з половиною чоловіки» тощо.

## Біография
Народилася 8 листопада 1967 року в Сан-Франциско, Каліфорнія, США, в родині дослідника комп'ютерного ринку Волтера Сміта та терапевта Лори Торн. Коли Кортні було сім років, батьки розлучилася. У Кортні є старша сестра Дженніфер, яка працює в рекламному бізнесі.
Виросла в Менло-Парку, передмісті Сан-Франциско; відвідувала середню школу Менло-Атертон в містечку Атертон; у 1985 році закінчила середню школу Тамалпаїс у Мілл-Веллі. Під час навчання в школі виступала з місцевою театральною трупою «Ensemble Theatre Company».

## Особисте життя
На початку 1990-х років Торн-Сміт зустрічалася з актором Ендрю Шу, який грав роль її коханого в серіалі «Район Мелроуз». У червні 2000 — січні 2021 року була одружена з генетиком Ендрю Конрадом (англ. Andrew J. (Joseph) Conrad).
1 січня 2007 року одружилася з Роджером Фішманом (англ. Roger Emerson Fishman), президентом маркетингової фірми Zizo Group та автором книги «Що я знаю». 11 січня 2008 року у віці 40 років народила сина Джейкоба Емерсона Фішмана (англ. Jacob Emerson Fishman).

## Фільмографія

### Акторка
| Рік       |    | Українська назва                    | Оригінальна назва                         | Роль                                    |
| --------- | -- | ----------------------------------- | ----------------------------------------- | --------------------------------------- |
| 2020      | с  | Мамця                               | Mom                                       | Сем (1 епізод)                          |
| 2017—2019 | с  | Таємниці Емми Філдінг               | Emma Fielding Mysteries                   | Емма Філдінг (головна роль)             |
| 2016—2017 | с  | Труднощі асиміляції                 | Fresh Off the Boat                        | Енн (2 епізоди)                         |
| 2016      | мс | Робоцип                             | Robot Chicken                             | судовий медик (голос, 1 епізод)         |
| 2010—2015 | с  | Два з половиною чоловіки            | Two and a Half Men                        | Ліндсі Макелрой (51 епізодів)           |
| 2009      | тф | Війна в общазі                      | Sorority Wars                             | Люті                                    |
| 2001—2009 | с  | Як сказав Джим                      | According to Jim                          | Шеріл (182 епізодів)                    |
| 2005      | кф | Бетмен: Нові часи                   | Batman: New Times                         | Жінка-кішка (голос)                     |
| 1997—2002 | с  | Еллі Макбіл                         | Ally McBeal                               | Джорджія Томас (69 епізодів)            |
| 2000      | с  | Шоу Норма (ситком)                  | The Norm Show                             | Ребека (1 епізод)                       |
| 1999      | с  | Партнери                            | Partners                                  | Джина Деррін (1 епізод)                 |
| 1999      | с  | Еллі                                | Ally                                      | Джорджія Томас (13 епізодів)            |
| 1997—1998 | с  | Спін-Сіті                           | Spin City                                 | Деніелл Брінкман (2 епізоди)            |
| 1998      | ф  | Голова правління                    | Chairman of the Board                     | Наталі Стоквелл                         |
| 1997      | ф  |                                     | The Lovemaster                            | Деб                                     |
| 1992—1997 | с  | Район Мелроуз                       | Melrose Place                             | Елісон Паркер (158 епізодів)            |
| 1997      | мс | Детектив Дакмен                     | Duckman: Private Dick/Family Man          | Кортні Торн-Сміт (голос, 1 епізод)      |
| 1996      | с  | Партнери                            | Partners                                  | Деніелл (1 епізод)                      |
| 1995      | тф |                                     | Beauty's Revenge                          | Шеріл Енн Девіс                         |
| 1995      | мф | Шепіт серця                         | 耳をすませば                              | Цукісіма Сіхо (голос в англ. озвученні) |
| 1994      | тф |                                     | Breach of Conduct                         | Гелен Луц                               |
| 1992      | с  |                                     | Grapevine                                 | Ліза (1 епізод)                         |
| 1992      | с  |                                     | Jack's Place                              | Кім Логан (1 епізод)                    |
| 1991      | тф |                                     | First Flight                              |                                         |
| 1990      | ф  |                                     | Side Out                                  | Саманта                                 |
| 1990      | с  | Закон Лос-Анджелеса                 | L.A. Law                                  | Кімберлі Дуган (6 епізодів)             |
| 1990      | с  | Усе, крім любові                    | Anything But Love                         | Елісон Ендрюс (1 епізод)                |
| 1988—1989 | с  | День за днем                        | Day by Day                                | Крістін Карлсон (33 епізодів)           |
| 1988      | с  | Болі росту                          | Growing Pains                             | учениця фотокласу (1 епізод)            |
| 1987      | ф  | Літня школа                         | Summer School                             | Пем Гаус                                |
| 1987      | ф  | Помста придурків 2: Придурки в Раю  | Revenge of the Nerds 2: Nerds in Paradise | Санні                                   |
| 1987      | тф | Невірність                          | Infidelity                                | Робін                                   |
| 1986      | с  | Діснейленд                          | Disneyland                                | Шеріл (1 епізод)                        |
| 1986      | ф  | Ласкаво просимо у вісімнадцятиліття | Welcome to 18                             | Ліндсі                                  |
| 1986      | с  | Веселі часи                         | Fast Times                                | Стелсі Гемілтон (7 епізодів)            |
| 1986      | ф  | Лукас                               | Lucas                                     | Еліс                                    |

## Нагороди та номінації
| Рік  | Нагорода | Організація             | Номінація                                        | Робота               | Примітки                | Результат |
| ---- | -------- | ----------------------- | ------------------------------------------------ | -------------------- | ----------------------- | --------- |
| 2000 | «Актор»  | Гільдія кіноакторів США | Найкращий акторський склад у комедійному серіалі | «Еллі Макбіл» (1997) | разом з іншими акторами | Номінація |
| 1999 | «Актор»  | Гільдія кіноакторів США | Найкращий акторський склад у комедійному серіалі | «Еллі Макбіл» (1997) | разом з іншими акторами | Перемога  |
| 1998 | «Актор»  | Гільдія кіноакторів США | Найкращий акторський склад у комедійному серіалі | «Еллі Макбіл» (1997) | разом з іншими акторами | Номінація |